# La casa encantada (Charles Dickens)

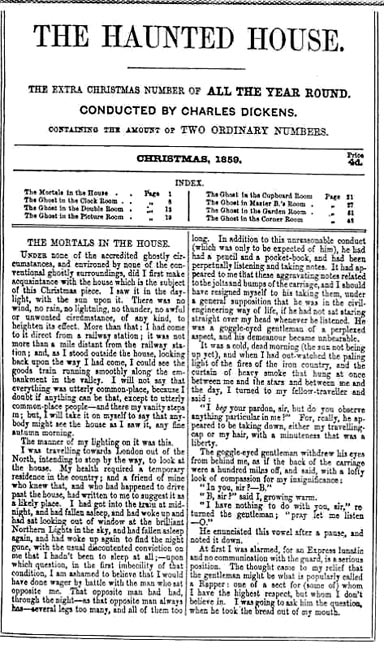
La casa encantada en la revista All the Year Round (1859)

La casa encantada o  La casa hechizada es una historia publicada en 1859 por el semanario All the Year Round. Charles Dickens conduce el relato con contribuciones de otros autores. Se trata de una historia compuesta, en la que Dickens escribe los cuentos del principio y el final, que enmarcan las obras del propio Dickens y otros cinco escritores:
- Los mortales de la casa (Charles Dickens)

- El fantasma de la habitación del reloj (Hesba Stretton)

- El fantasma de la habitación doble (George Augustus Sala)

- El fantasma de la habitación del cuadro (Adelaide Anne Procter)

- El fantasma de la habitación del armario (Wilkie Collins)

- El fantasma de la habitación del amo B. (Charles Dickens)

- El fantasma de la habitación del jardín (Elizabeth Gaskell)

- El fantasma de la habitación de la esquina (Charles Dickens)

## Historia de la publicación
El relato apareció en el número extra de Navidad, el 13 de diciembre de 1859. En 1843 Dickens había comenzado con Cuento de Navidad una tradición de publicaciones navideñas que pronto se convirtieron en una institución nacional. La casa encantada fue su contribución de 1859.
La historia inaugural de Dickens, Los mortales de la casa, es la más sólida de la colección y demuestra su maestría como autor de relatos y personajes. La salud del narrador, John, «requiere una residencia temporal en el campo». Al saberlo, un amigo que acaba de pasar ante la casa ─situada cerca de una estación de tren a medio camino entre Londres y el norte de Inglaterra─ le escribe para sugerirle que la visite. La casa es una mansión de mediados del siglo XVIII «muy sombría por la proximidad excesiva de los árboles», con un «jardín tristemente olvidado», a la que recientemente se han hecho unas someras reparaciones. La propia casa es «austera (…) fría (…) formal» y «de tan mal gusto como posiblemente deseara el más leal admirador de la era Georgiana». Está «mal situada, mal construida, mal planificada y mal terminada». Es «húmeda, no exenta de podredumbre» y hay en ella «un cierto olor a ratas».
La casa tiene reputación de estar habitada por fantasmas, lo que ha provocado que se convierta en una «casa a evitar», y aunque el narrador decide alquilarla durante seis meses ─de octubre a marzo─ y se instala en ella con Patty, su hermana soltera, no pueden retener a los sirvientes debido a una plétora de ruidos extraños. A mediados de noviembre, Patty plantea dejar la casa «total y únicamente en nuestras propias manos» y vivan sin sirvientes, a excepción de Bottles, el caballerizo, un hombre sordo que por consiguiente no siente ningún temor ante los ruidos. Patty también sugiere invitar a un grupo de amigos para formar una «sociedad» que ocupe la casa durante tres meses para «ver qué sucede» en lo que respecta a la actividad paranormal.
A finales de noviembre llegan siete amigos y se sortean los dormitorios. Patty se queda en su habitación, y a John le toca el dormitorio de un fantasma aparentemente muy molesto, el del amo B., donde suena sin cesar la campanilla del servicio hasta que John tiene la brillante idea de quitar la campana. John Herschel, primo hermano de John y Patty, y su recién estrenada esposa se instalan en la habitación del reloj; a Alfred Starling ─un joven de 28 años «inusualmente agradable»─ le corresponde la habitación doble que hasta entonces ocupaba John. La mejor amiga de Patty, Belinda Bates, «una joven deliciosa, amable e intelectual» ocupa la habitación del cuadro. El marino Jack Governor, que estuvo comprometido con Patty, «estira su hamaca» en la habitación de la esquina, y a su amigo Nat Beaver, capitán de mercante, le toca en suerte la habitación del armario. Finalmente, el abogado y amigo de la familia, el Sr. Underly ─gran jugador de whist─ se instala en la habitación del jardín. Los amigos acuerdan no hablar de ninguna experiencia fantasmal que hayan podido tener hasta que se reúnan en la noche de reyes a menos que «alguna notable provocación» les obligue a romper su silencio sobre algún suceso paranormal.
Los fantasmas que ven los personajes no tienen relación con la casa, y en realidad ni siquiera son fantasmas. Sus historias son de injusticias, terror o arrepentimiento.
Los cuentos son muy diferentes, pero cada uno tiene un elemento extraño e inquietante. A algunos de los huéspedes los fantasmas les cuentan su historia, mientras que otros tienen experiencias extracorpóreas. Wilkie Collins relata una historia marítima de piratas españoles y la tortura con una vela que al arder lleva al narrador más cerca de las explosiones y la muerte. El mismo Dickens contribuye con El fantasma de la habitación del amo B., un peculiar cuento sobre el fantasma de la inocencia que representa los propios sentimientos melancólicos del autor. Elizabeth Gaskell escribió un poderoso relato sobre los obreros del norte de Inglaterra. El cuento que cierra la serie, El fantasma de la habitación de la esquina también es de Dickens.
Actualmente, La casa encantada de 1859 es una de las principales atracciones del parque temático Dickens World, en Chatham, (Kent, Inglaterra).